# Copolla
Copolla oder Copolia Peak ist ein Berg der Seychellen. Er befindet sich auf der Hauptinsel Mahé.

## Geographie
Der Berg liegt am Südrand der Hauptstadt Victoria. Er erreicht eine Höhe von 497 m. Er ist von tropischem Regenwald bedeckt und ist ein beliebtes Wanderziel mit Ausblick über Vicoria und den Norden der Insel.